# اچ‌ام‌اس داشر (۱۸۹۵)
اچ‌ام‌اس داشر (۱۸۹۵) (به انگلیسی: HMS Dasher (1895)) یک کشتی بود که طول آن ۱۹۵ فوت (۵۹ متر) بود. این کشتی در سال ۱۸۹۵ ساخته شد.